# Csathó Péter
Csathó Péter Pál (Nagyvarsány, 1955. február 8.) tudományos tanácsadó, kandidátus, az MTA Talajtani és Agrokémiai Kutatóintézetének (TAKI) munkatársa.

## Élete
1955. február 8-án született Nagyvarsányban Csathó Kálmán református lelkész és Dáczer Margit tanítónő harmadik gyermekeként. Elemi iskoláit Kunágotán végezte. 1981-ben a Gödöllői Agrártudományi Egyetemen diplomázott. 1985-ben agrokémiából egyetemi doktori, 1994-ben növénytáplálás, talajtermékenység szakterületeken kandidátusi címet szerzett. 2004-től növénytáplálás, agrár környezetvédelem területeken az MTA doktora. 2005-től tudományos tanácsadó.
Emellett aktív publikációs tevékenységet végez: többek között két magyar könyv társszerkesztője, 97 szakcikk szerzője, illetve társszerzője, egy magyar nyelvű szakkönyvet írt egyedül, továbbá 45 ismeretterjesztő cikket írt magyar nyelven, kettőt angol nyelven. 1983 és 2007 között 29 országban vett részt néhány hetes tanulmányutakon.
1988 óta hazai és nemzetközi kutatási programokban egyaránt részt vesz, több tudományos szervezetben és bizottságban vállal szerepet, ezenkívül Gödöllőn a SZIE Környezetgazdálkodási Intézetében, illetve Mezőgazdaság- és Környezettudományi Karán oktat, valamint növénytáplálás és agrár környezetvédelem témakörben egyetemi, illetve főiskolai hallgatóknak tart előadásokat a Budapesti Corvinus Egyetemen, az Eötvös Loránd Tudományegyetemen, a Debreceni Egyetemen és a Kecskeméti Kertészeti Főiskolán.
Feleségével Budapesten él.

## Szakmai elismerések
- Ifjúsági Díj a búzatermesztés és –nemesítés területén dolgozó fiatal kutatók részére; Martonvásár, 1983
- Akadémiai Ifjúsági Díj, MTA; Budapest, 1990
- Széchenyi Professzori Ösztöndíj, 2000-2003